# Bezirk Treptow
Der Bezirk Treptow [ˈtreːptoː] war ein Verwaltungsbezirk in Berlin. Er wurde im Rahmen des Groß-Berlin-Gesetzes am 1. Oktober 1920 gegründet. Nach 1945 lag er im Sowjetischen Sektor Berlins und gehörte bis 1990 zu Ost-Berlin. Am 1. Januar 2001 wurde er mit dem Nachbarbezirk Köpenick zum neuen Bezirk Treptow-Köpenick von Berlin zusammengeschlossen.

## Gliederung
Der Bezirk Treptow war in mehrere Ortsteile gegliedert:
- Adlershof
- Alt-Treptow
- Altglienicke
- Baumschulenweg (seit 1945), aus Gebietsteilen von Alt-Treptow
- Johannisthal
- Niederschöneweide
- Oberschöneweide (1920–1938), danach zum Bezirk Köpenick
- Wuhlheide (1920–1938), danach zum Bezirk Köpenick
- Bohnsdorf (seit 1938), vom Bezirk Köpenick
- Plänterwald (seit 1997), aus Gebietsteilen von Alt-Treptow und Baumschulenweg

## Geschichte

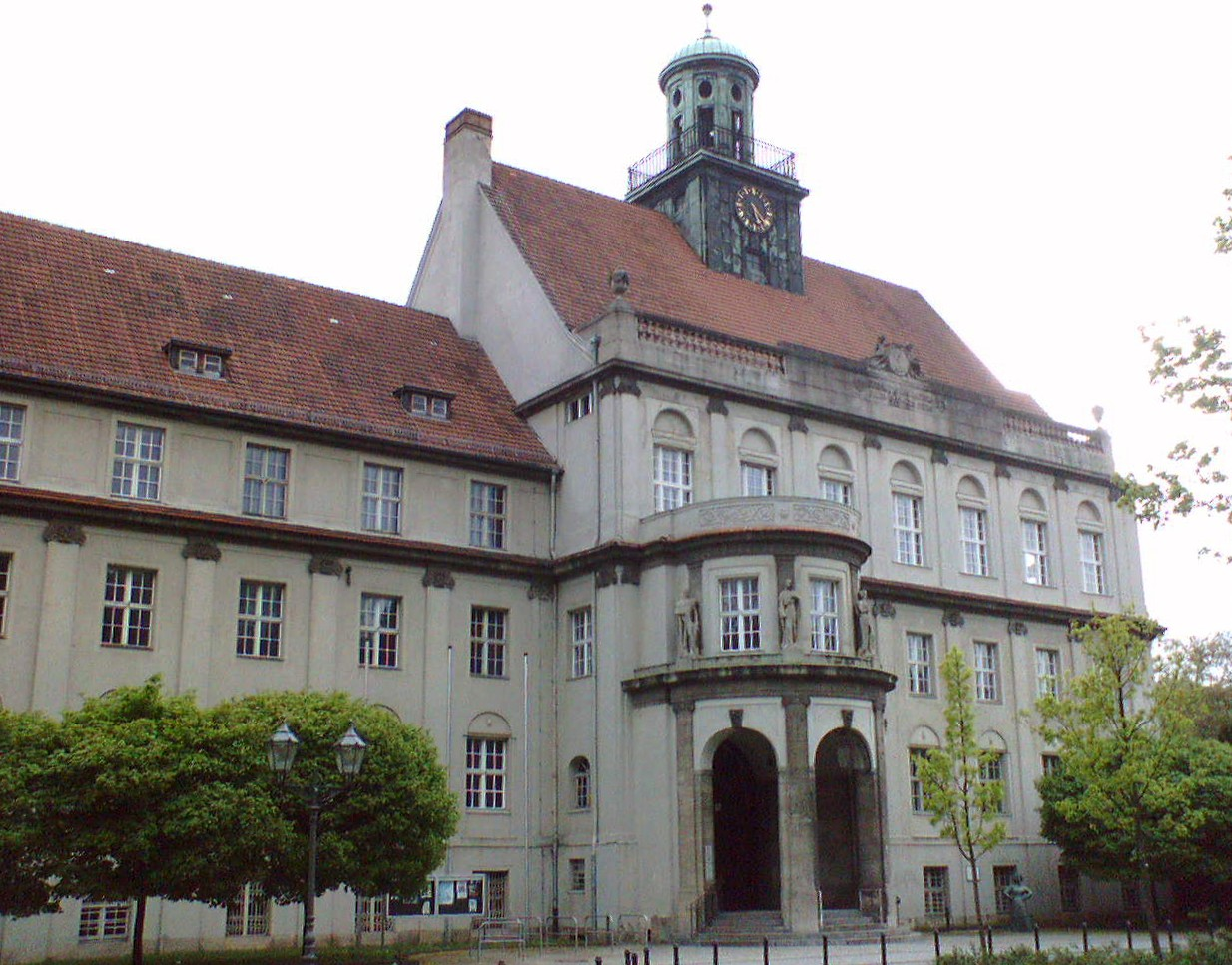
Rathaus Treptow

Der Bezirk Treptow entstand entlang der Görlitzer Bahn, die sich längs durch den ehemaligen Bezirk zieht. Diese Bahntrasse begann am ehemaligen Görlitzer Bahnhof am Nordende des Ortsteils Alt-Treptow und führt parallel zur Straßenmagistrale des Adlergestells nach Königs Wusterhausen. Der Bezirk Treptow erstreckte sich als langgestrecktes Gebiet von der Innenstadt Berlins bis zur Stadtgrenze.
Zu beiden Seiten der Görlitzer Bahn entwickelten sich Industriegebiete, und aus den dörflichen Ortschaften wuchsen Stadtteile Berlins heran, die 1920 eingemeindet wurden. Vom Besiedlungsanfang in Alt-Treptow liegen die Siedlungsgebiete im Wechsel links/rechts an der Bahnstrecke/Straßenstrecke, Plänterwald (östlich), Baumschulenweg (westlich), Niederschöneweide (östlich), Johannisthal (westlich), Adlershof (östlich), Altglienicke (westlich), danach Grünau (östlich, zum Stadtbezirk Köpenick) und Bohnsdorf (westlich). Auch hinter der Stadtgrenze Berlins läuft die durchgehende Besiedlung entlang der Görlitzer Bahn weiter, es folgen Eichwalde, Zeuthen, Wildau (je östlich) bis ins Siedlungsgebiet von Königs Wusterhausen.
Die letzten drei Ortschaften liegen schon im Grünen, jeweils im Osten den Zeuthener See, im Westen die Görlitzer Bahn mit den Kiebitzer Feldern und dem heutigen Flughafen Berlin-Schönefeld. Diese Ortschaften ohne Industriegebiete wurden daher bei der Eingemeindung 1920 nicht berücksichtigt und blieben eigenständige Gemeinden im Kreis Teltow in der Provinz Brandenburg.
Mit der Berliner Gebietsreform gab der Bezirk mit Wirkung zum 1. April 1938 den Ortsteil Oberschöneweide und die Wuhlheide an den Bezirk Köpenick ab. Gleichzeitig kam Bohnsdorf vom Bezirk Köpenick zum Bezirk Treptow. Vom Bezirk Neukölln fielen im Raum Späthsfelde die Gebiete nordöstlich des Teltowkanals an den Bezirk Treptow. Die Einwohnerzahl des Bezirks sank durch die Grenzänderungen um 20.024 und die Fläche des Bezirks verringerte sich um 45 Hektar.
Nach dem Ende des Zweiten Weltkriegs wurde der Bezirk Treptow Teil des Sowjetischen Sektors von Berlin und gehörte bis 1990 zu Ost-Berlin. Von 1961 bis 1990 verlief entlang der Grenze zu seinen westlichen Nachbarbezirken Kreuzberg und Neukölln die Berliner Mauer.

Seit 2001: Der neue Bezirk Treptow-Köpenick in Berlin, gebildet aus den ehemaligen Bezirken Treptow (hellgrün) und Köpenick (mittelgrün)

Durch die Bezirksreform 2001 ging der Bezirk Treptow im neuen Bezirk Treptow-Köpenick auf.

## Einwohnerentwicklung
| Jahr | Einwohner  |
| ---- | ---------- |
| 1925 | 97.524     |
| 1933 | 124.534    |
| 1937 | 127.245    |
| 1939 | 0118.159 1 |
| 1946 | 108.035    |
| 1950 | 112.702    |
| 1955 | 111.300    |
| 1960 | 113.263    |

| Jahr | Einwohner |
| ---- | --------- |
| 1965 | 130.543   |
| 1970 | 132.348   |
| 1975 | 126.761   |
| 1980 | 122.969   |
| 1985 | 111.072   |
| 1990 | 102.295   |
| 2000 | 114.598   |

## Politik

### Wahlen zur Bezirksverordnetenversammlung
Stimmenanteile der Parteien in Prozent:

#### 1921–1933
| Jahr | USPD | KPD  | SPD  | DVP  | DNVP | DDP1 | Zen  | NSDAP |
| ---- | ---- | ---- | ---- | ---- | ---- | ---- | ---- | ----- |
| 1921 | 20,5 | 12,7 | 23,8 | 16,0 | 10,9 | 07,5 | 03,5 |       |
| 1925 | 01,4 | 21,6 | 35,5 | 06,4 | 17,6 | 07,2 | 03,4 |       |
| 1929 |      | 26,9 | 30,9 | 06,3 | 15,6 | 05,2 | 03,9 | 04,3  |
| 1933 |      | 20,1 | 24,1 |      | 10,5 | 01,7 | 04,5 | 37,7  |

1 1933 DStP

#### 1946
| Jahr | SPD  | SED  | CDU  | LDP  |
| ---- | ---- | ---- | ---- | ---- |
| 1946 | 40,7 | 31,2 | 19,3 | 08,8 |

#### 1992–1999
| Jahr | SPD  | PDS  | CDU  | FDP  | Grüne |
| ---- | ---- | ---- | ---- | ---- | ----- |
| 1992 | 35,4 | 27,2 | 14,7 | 03,4 | 11,5  |
| 1995 | 28,3 | 33,7 | 21,9 |      | 08,9  |
| 1999 | 24,7 | 36,3 | 27,4 | 01,0 | 04,1  |

### Bezirksbürgermeister
| Zeitraum  | Name               | Partei   |
| --------- | ------------------ | -------- |
| 1921–1933 | Julius Grunow      | USPD/SPD |
| 1933–1945 | Julius Koehne      | NSDAP    |
| 1945      | Paul May           | KPD      |
| 1945–1946 | Paul Donner        | KPD/SED  |
| 1946–1948 | Erwin G. Bennewitz | SPD      |
| 1948–1951 | Paul Ickert        | SED      |
| 1951–1952 | Elfriede Dallmann  | NDPD     |
| 1952–1959 | Paul Gräfe         | SED      |
| 1959–1961 | Joachim Hoffmann   | SED      |
| 1961–1963 | Walter Sack        | SED      |
| 1963–1965 | Fritz Strutzke     | SED      |
| 1965–1967 | Horst Stranz       | SED      |
| 1967–1974 | Walter Sack        | SED      |
| 1974–1977 | Franz Stengl       | SED      |
| 1977–1981 | Günter Scheel      | SED      |
| 1981–1986 | Günther Manow      | SED      |
| 1986–1989 | Günter Polauke     | SED      |
| 1990–1998 | Michael Brückner   | SPD      |
| 1998–2000 | Siegfried Stock    | SPD      |